# Eristalinus mirus
Eristalinus mirus är en tvåvingeart som först beskrevs av Charles Howard Curran 1939.  Eristalinus mirus ingår i släktet slamflugor, och familjen blomflugor.
Artens utbredningsområde är Tanzania. Inga underarter finns listade i Catalogue of Life.